# Xanthostemon paradoxus
Xanthostemon paradoxus är en myrtenväxtart som beskrevs av Ferdinand von Mueller. Xanthostemon paradoxus ingår i släktet Xanthostemon och familjen myrtenväxter. Inga underarter finns listade i Catalogue of Life.

## Bildgalleri

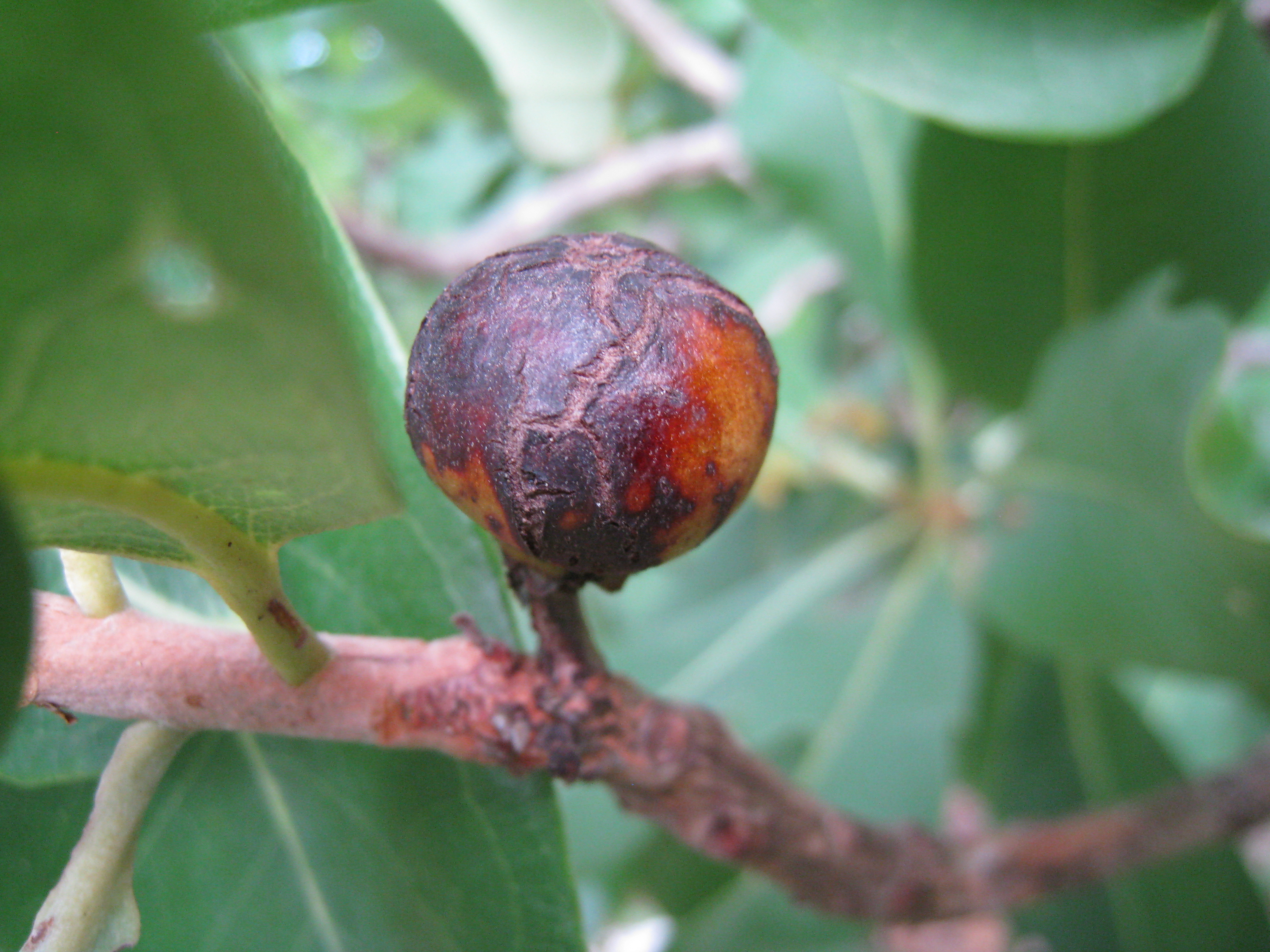